# 3285 Ruth Wolfe
3285 Ruth Wolfe eller 1983 VW1 är en asteroid i huvudbältet som upptäcktes den 5 november 1983 av den amerikanska astronomen Carolyn S. Shoemaker vid Palomar-observatoriet. Den är uppkallad efter den amerikanska geologen Ruth F. Wolfe.
Asteroiden har en diameter på ungefär 8 kilometer.